# Active International
Active International ist ein weltweit tätiges Unternehmen im Bereich Corporate Trading.

## Geschichte
Gegründet 1984 in den USA ist Active International seit 1999 in Deutschland aktiv – zunächst am Standort Düsseldorf und seit Sommer 2017 mit einem zweiten Büro in Hamburg. Das Unternehmen hat rund 600 Mitarbeiter in 14 Ländern und verzeichnet einen Jahresumsatz von über 1,5 Mrd. US-Dollar. Das Unternehmen ist Mitglied in den deutschen Fachverbänden BVDW und OWM.